# Actinotia brunnea
Actinotia brunnea là một loài bướm đêm trong họ Noctuidae.